# Exciter (песня)
«Exciter» — песня английской хеви-метал- группы Judas Priest из их студийного альбома 1978 года Stained Class. Музыкальные исследователи считают эту песню одной из предвосхитителей спид-метала. По словам бывшего гитариста группы Кей Кей Даунинга, их барабанщик Лес Бинкс случайно придумал ударное интро песни во время саундчека в их туре в поддержку альбома Sin After Sin.
Канадская хеви-метал группа Exciter взяла свое название в честь этой песни.

## Суд 1990 года
Во время печально известного судебного процесса по отношению к группе 1990 года,, «Exciter» была одной из песен, которая была названа стороной обвинения в качестве песен с «скрытыми посланиями». Вокалист Роб Хэлфорд продемонстрировал, что при воспроизведении в обратном порядке песня содержала «фразу»: «I asked for a peppermint, I asked for her to get one». Среди песен также подозрения пали на «Better by You, Better than Me», где обвинители в проигранной задом наперед песне расслышали фразу «сделай это» и считали, что именно она и привела их к суициду. В итоге скандальный судебный процесс завершился победой металлистов.

## Список песен
Песня была выпущена как сингл в 1978 году только в Японии.
| №  | Название  | Длительность |
| -- | --------- | ------------ |
| 1. | «Exciter» | 5:34         |

| №  | Название              | Длительность |
| -- | --------------------- | ------------ |
| 2. | «Dissident Aggressor» | 3:08         |

## Участники записи
- Роб Хэлфорд — вокал
- Гленн Типтон — гитара
- Кей Кей Даунинг — гитара
- Иэн Хилл — бас-гитара
- Лес Бинкс — ударные